# 陸芸
陸芸（1475年—？），字時遙，雲南金齒軍民指揮使司軍籍，直隸吳縣人，明朝政治人物。

## 生平
弘治十一年（1498年）戊午科雲南鄉試第二百十七名舉人。弘治十八年（1505年）中式乙丑科會試第一百十名，二甲第三十七名進士。正德九年（1514年）任直隸真定府知府。

## 家族
曾祖陸琦；祖父陸禎；父陸諭，母康氏。具慶下。